# Air Balloon
Air Balloon is een nummer van de Britse zangeres Lily Allen uit 2014, afkomstig van haar album Sheezus.
Het nummer werd vooral op de Britse eilanden een grote hit. Het haalde de 7e positie in het Verenigd Koninkrijk. Hoewel het nummer in Nederland geen hitlijsten bereikte, lukte dat in Vlaanderen wel met een 6e positie in de Tipparade.